# Astrid Madiya
Pour les articles homonymes, voir Madiya.
Astrid Madiya Ntumba, est une femme politique de la république démocratique du Congo, ministre de la culture et de l'Art, ministre ai des sports et loisirs dans le gouvernement Tshibala,.